# فراتر از پیشتازان فضا
 فراتر از پیشتازان فضا (به انگلیسی: Star Trek Beyond) یک فیلم اکشن علمی–تخیلی ماجراجویی آمریکایی، به نویسندگی سایمون پگ و داگ جونگ و کارگردانی جاستین لین است. این سیزدهمین قسمت از مجموعه فیلم‌های پیشتازان فضا و دنبالهٔ فیلم پیشتازان فضا به سوی تاریکی در سال ۲۰۱۳ است، که بر اساس مجموعه تلویزیونی به همین نام اثر جین رادنبری ساخته شده‌است. کریس پاین و زکری کینتو یکبار دیگر به ایفای نقش کاپیتان جیمز کِرک و فرمانده اسپاک می‌پردازند و همچنین بازیگران قبلی همچون کارل اوربان، سایمون پگ، زویی سالدانیا، جان چو و آنتون یلچین در این قسمت نیز حضور دارند. استار ترک بیاند به مناسبت جشن پنجاهمین سالگرد اولین سریال پیشتازان فضا ( Star Trek TOS )  ، در ۲۲ ژوئیه ۲۰۱۶ توسط پارامونت پیکچرز اکران شد.

## خلاصهٔ فیلم
در جریان سفرهای اکتشافی و نجات، خدمهٔ سفینه با نوع تازه‌ای از دشمنان فضایی مواجه می‌شوند که موجودیت تمامی آن‌ها را به خطر می‌اندازد ... .
کشتی فضایی فدراسیون USS Enterprise برای تدارک مجدد و خروج خدمه در ساحل به پایگاه ستاره ای یورک تاون میرسد. کاپیتان جیمز تی کرک که در میانه اکتشاف پنج ساله خود برای یافتن معنی تلاش می کند، درخواست ارتقای مقام نایب دریاسالار کرده است، در حالی که اسپاک را به عنوان جایگزین خود توصیه می کند. در همین حال، هیکارو سولو دوباره با خانواده‌اش متحد می‌شود، مونتگومری اسکات برای عملیاتی نگه داشتن کشتی تلاش می‌کند و اسپاک و نیوتا اوهورا به رابطه خود پایان می‌دهند. به زودی، اسپاک از سیاره نیو ولکان خبری دریافت میکند که سفیر اسپاک، همتای اسپاک در جهان جایگزین مرده است.
کشتی فضایی اینترپرایز پس از بیرون رفتن از یک غلاف فرار در یک سحابی ناشناخته مجاور (nebula)، برای ماموریت نجات یک سفینه اعزام می‌شود. سرنشین آن، کالارا، ادعا می کند که کشتی او در سیاره آلتامید، سیاره ای در سحابی نبولا به گل نشسته است. به محض ورود اینترپرایز به آنجا، گروه عظیمی از کشتی‌های کوچک در کمین اینترپرایز هستند و به جان آن می‌افتند و به سرعت شروع به تکه تکه کردن آن می‌کنند. رهبر گروه مهاجم، کرال، و خدمه‌اش سوار بر کشتی اینترپرایز فلج شده میشوند و بسیاری از خدمه را دستگیر کرده و می‌کشند، و تلاش می‌کنند تا Abronath، یادگاری که در طی یک ماموریت اخیر پیدا شده است را بگیرند. کاپیتان کرک به خدمه دستور می دهد تا کشتی را رها کنند و بخش بشقابی در حال تجزیه سفینه اینترپرایز را رها می کند تا در سیاره نزدیک آلتامید فرود بیاید.
در این سیاره، فرمانده مهاجمان کرال، سولو، اوهورا و سایر بازماندگان اینترپرایز را دستگیر می کند. کاپیتان جیمز کرک و پاول چکوف به همراه کالارا، بخش بشقابی اینترپرایز را پیدا می کنند.کاپیتان کرک با دانستن اینکه کالارا می‌دانست که مورد حمله قرار خواهند گرفت، او را فریب داد تا خود را به عنوان جاسوس کرال نشان دهد. زمانی که کرک و چکف از دست سربازان کرال فرار می‌کنند و بشقاب اینترپرایز را برمی‌گردانند، کالارا کشته می‌شود. در جای دیگر این سیاره، دکتر لئونارد مک کوی و یک اسپاک زخمی به دنبال بازماندگان دیگر می گردند. اسپاک به دکتر مک کوی می گوید که رابطه خود را با اوهورا به پایان برساند و کشتی استار فلیت را ترک می کند تا به بازماندگان ولکان کمک کند و به کار سفیر فقید اسپاک ادامه دهد. جیلا، یک لاشخور که قبلاً از اردوگاه کرال، جایی که پدرش کشته شده بود، فرار کرده بود، اسکات را نجات می‌دهد و او را به خانه موقتش، کشتی زمین‌گیر شده یو اس اس فرانکلین، یک کشتی اولیه ناوگان ستاره‌ای که بیش از یک قرن پیش گزارش شده بود، می‌برد. اسکات دوباره با کاپیتان کرک، چکوف، دکتر مک کوی و اسپاک متحد می شود. فرمانده مهاجمان کرال، خدمه اسیر اینترپرایز را وادار می کند تا آبرونات را تحویل دهند، سپس از آن برای تکمیل یک سلاح زیستی باستانی استفاده می کند. با تکمیل دستگاه، کرال قصد دارد ساکنان یورک تاون را بکشد، سپس از پایگاه برای حمله به فدراسیون متحد سیارات استفاده کند. کاپیتان کرک و دیگران، خدمه را آزاد می کنند، زیرا کرال با سلاح زیستی به فضا پرتاب می شود و پهپادهای خود را به یورک تاون هدایت می کند.
بازماندگان اینترپرایز به سفینه فرانکلین نیرو می دهند و آن را را در تعقیب فرمانده مهاجمان کرال به راه می اندازند. با این تصور که سیستم مهاجمان ممکن است در برابر فرکانس‌های بالا مانند VHF یا رادیو آسیب‌پذیر باشد، آنها با پخش آهنگ "Sabotage" توسط Beastie Boys، مهاجمان را گیر انداخته و از بین می‌برند. کرال توسط سفینه فرانکلین از طریق یورک تاون تعقیب می شود. اوهورا، کاپیتان کرک و اسکاتی از سیاهه های مربوط به سفینه فرانکلین متوجه می شوند که کرال در واقع کاپیتان بالتازار ادیسون، کاپیتان سابق سفینه فرانکلین است. کاپیتان ادیسون که یک سرباز انسانی پیش از فدراسیون بوده، اصول اتحاد و همکاری فدراسیون با دشمنان سابق مانند شیندی ها و رومولان ها را رد کرده. هنگامی که او و خدمه اش در آلتامید توسط یک کرم چاله گیر افتادند، بازماندگان سفینه از فناوری بومیان منقرض شده استفاده میکنند تا عمر خود را به قیمت سایرین طولانی کنند و دوباره کارگران دورمنت معدنیچی باستانی را در آنجا تبدیل به نیروی مهاجمان کنند. ادیسون که فکر می کرد فدراسیون آنها را رها کرده است، قصد داشت فدراسیون را نابود کند و درگیری کهکشانی را از سر بگیرد.کاپیتان کرک، ادیسون را تا سیستم تهویه یورک‌تاون تعقیب می‌کند، جایی که ادیسون سلاح زیستی را فعال می‌کند. قبل از اینکه گسترش یابد، کاپیتان کرک آن را به همراه ادیسون به فضا پرتاب می کند، جایی که سلاح، کاپیتان ادیسون را متلاشی می کند. اسپاک و دکتر مک کوی با استفاده از یک کشتی بیگانه تحت فرماندهی شان، کاپیتان کرک را لحظاتی قبل از پرتاب شدن او به فضا نجات می دهند.
پس از آن، کمودور پاریس پرونده های کاپیتان ادیسون و خدمه یو اس اس فرانکلین را می بندد. با وجود اینکه کاپیتان کرک به معاونت دریاسالاری پیشنهادی ارتقاء می یابد، تصمیم می گیرد به عنوان کاپیتان باقی بماند. اسپاک، پس از یافتن عکسی از خدمه سفیر اسپاک در اینترپرایز، انتخاب می کند که در استار فلیت بماند و رابطه خود را با اوهورا تجدید کند. به توصیه کاپیتان کرک، زندانی آزاد شده جیلا، در آکادمی استار فلیت پذیرفته میشود. در حالی که خدمه تولد کاپیتان کرک را جشن می گیرند، ساخت کشتی فضایی جدید خود، USS Enterprise-A را تماشا می کنند و ماموریت خود را از سر می گیرند.